# Erika Aifán
Erika Lorena Aifán (nacida en 1975) es una exjueza guatemalteca. En el Día Internacional de la Mujer 2021, recibió un premio del Secretario de Estado de los Estados Unidos.

## Carrera profesional
Aifan trabajó con un personal conformado por tres miembros y solo uno de ellos era permanente. En 2016, se convirtió en jueza de "alto riesgo D". Durante su tiempo como jueza se presentaron más de 75 denuncias en su contra.
Fue una de las tres juezas, junto con Gloria Patricia Porras y Yassmín Barrios Aguilar, quienes han recibido apoyo de la Comisión Interamericana de Derechos Humanos. Ese tribunal ha ordenado que reciban protección especial.
Mientras tramitaba el caso contra el político Gustavo Alejos recibió denuncias de que dos de sus colaboradores habían manipulado pruebas. Ella respaldó a su personal y cuando el caso llegó a la Corte Suprema, su personal no fue castigado sino ascendido. Aifan ha ganado disputas como esta, pero ha tenido que contratar abogados por cuenta propia para contrarrestar los cargos dudosos.
El 21 de marzo de 2022, Aifán renunció a su cargo y afirmó que huyó del país tras recibir amenazas de muerte.

## Premios y reconocimientos
En el Día Internacional de la Mujer en 2021, recibió el Premio Internacional a las Mujeres de Coraje del Secretario de Estado de los Estados Unidos. La ceremonia fue virtual debido a la pandemia de COVID-19 e incluyó un discurso de la primera dama, Dra. Jill Biden.
La mención de Aifán destacó particularmente sus ataques a la corrupción, mejorando tanto la transparencia como la independencia del sistema judicial guatemalteco.